# Anartodes feildeni
Anartodes feildeni là một loài bướm đêm trong họ Noctuidae.